# Bresimo
Bresimo là một đô thị ở Trentino ở vùng Trentino-Alto Adige/Südtirol của Ý, tọa lạc cách 40 km về phía tây bắc của Trento. Tại thời điểm ngày 31 tháng 12 năm 2004, đô thị này có dân số 277 người và diện tích là 41,1 km².
Bresimo giáp các đô thị: Ulten, Rumo, Rabbi, Livo, Cis, Malè, và Caldes.